# Марија Алферо
Марија Алферо (итал. Maria Alfero; 1. март 1922 — 4. септембар 2001) била је италијанска атлетичарка , специјалиста за трчање на 100 метара.

## Спортска биографија
Марија Алферо је 1938. била првакиња Италије у трци на 100 метара.
На 1. Европском првенству за жене у Бечу 1938. освојила је бронзану медаљу у трци штафета на 4 × 100 метара (49,4 сек), прву медаљу за италијанске жене у штафетној трци. Штафета је трчала у саставу:Алферо, Марија Аполонио, Розета Катанео и Италија Лукини. У националној штафети Алферо је била 6 пута у периоду од 1938. до 1940. године.